# Les Révoltés de la Bounty (roman, 1932)
Pour les articles homonymes, voir Les Révoltés du Bounty.
Les Révoltés de la Bounty (Mutiny on the Bounty) est un roman historique de James Norman Hall et Charles Nordhoff, publié en 1932. Il a pour cadre la célèbre mutinerie de la Bounty de 1789.
Il s'agit de la version la plus proche de la réalité bien qu'étant une fiction. C'est également le premier épisode de la « Trilogie de la Bounty », que Hall et Nordhoff ont poursuivi avec deux récits autonomes, Dix-neuf hommes contre la mer et Pitcairn.

## Histoire
En décembre 1787, Roger Byam, jeune officier de la Royal Navy, prend part à l'expédition de la Bounty dans les mers du Sud. Byam ne participe pas à la mutinerie contre Bligh mais, capturé et ramené en Grande-Bretagne, il sera jugé pour trahison et, finalement, acquitté par la justice militaire, échappant de peu à la pendaison.

### Personnages principaux
- William Bligh, capitaine du navire
- Fletcher Christian, chef des mutins
- Roger Byam, narrateur